# David Azulaj
David Azulaj (5. května 1954 – 30. října 2018) byl izraelský politik, poslanec Knesetu za stranu Šas a od května 2015 ministr náboženských služeb v izraelské vládě. V letech 2001 až 2003 zastával post náměstka ministra vnitra.

## Biografie
Narodil se ve městě Meknes v Maroku a aliju do Izraele podnikl roku 1963. V letech 1973 až 1993 pracoval jako učitel a zástupce ředitele. Následně v letech 1978 až 1993 působil jako člen místní rady Akko a člen městských výborů. V roce 1993 byl zvolen oblastní rady Nachal Iron, v níž z počátku působil jako místostarosta rady a posléze jako její starosta. Na funkci rezignoval po svém zvolení do Knesetu ve volbách v roce 1996.
Od svého zvolení do Knesetu několikrát ve volbách obhájil svůj poslanecký mandát a zastával funkci předsedy výboru vnitra a životního prostředí (2000–2001) a náměstka ministra vnitra (2001–2003). Ve druhé zmíněné pozici bylo jeho úkolem vést komisi zabývající se statusem etiopských Židů (tzv. Falašů). V prosinci 2010 byl jedním ze třiceti pěti poslanců, kteří se podepsali pod petici iniciovanou poslankyní Cipi Chotovely, která žádá izraelskou vládu o anexi města Ariel na Západním břehu Jordánu. Ve volbách v roce 2013 svůj poslanecký mandát obhájil. Mandát obhájil rovněž ve volbách v roce 2015. Od května 2015 zastával ve čtvrté Netanjahuově vládě post ministra náboženských služeb.
Žil v Akku, s manželkou měl čtyři děti.